# Odysseas Anagennisis
O Odysseas Anagennisi Football Club foi um clube de futebol, sediado em Anagennisi, Serres, Grécia.